# Imam Kuli Khan ibn Din Muhammad
Imam Kuli Khan ibn Din Muhammad fou kan de Bukharà (1611-1650). Era fill del fundador de la nissaga Din Muhammad. Quan aquest fou mort pels nòmades Kerai, Imam, que era molt jove, es va poder salvar amagat en unes bosses amb el seu germà Nasr o Nadir Muhammad i la seva mare. Quan Wali Muhammad va pujar al tron, el va enviar junt amb el seu germà, a Balkh (1605).
A començaments del 1611 els amirs i notables de Balkh i la seva regió es van revoltar contra Wali Khan, que era un tirà i van posar al capdavant del moviment a Imam Kuli. El seu germà Nadir Muhammad el Coix també li va donar suport. El governador de Balkh, Kukeltash va ser executat amb les mateixes tortures que ell havia aplicat abans. Imam Kuli i la seva gent van marxar cap a Bukharà amb un exèrcit mentre el seu germà Nadir el Coix, marxava amb un altre contingent, per una ruta diferent. En aquell moment Wali estava de cacera a Karshi i no confiant en la lleialtat de la seva gent, va fugir a Pèrsia on Abbas el Gran el va rebre amb gran distinció- No gaire després Abbas el va enviar amb 80.000 perses cap a l'Oxus.
Imam Kuli va demanar consell al sant Khoja Muhammad Amin, descendent de Makhdum Aazam, que va anar a enfrontar a l'enemic. Tot i l'immens exèrcit que tenia al front, el religiós va tirar la primera fletxa i va obrir el combat llaçant un grapat de terra contra l'enemic i donant el senyal d'assalt general; les cròniques parlen que la terra del sant van envoltar als perses de foscor i va protegir els uzbeks com si fossin darrere una muralla i en canvi va fer indefensable el camp persa al costat del llac de Maghian. Fos com fos, els uzbeks van sortir triomfants i Wali Muhammad va caure viu en mans de les forces d'Imam Kuli i fou decapitat (1611).
Imam Kuli va poder exercir com a kan sense oposició. La seva mare era fill de Mirza Abu Talib, descendent d'Alí ibn Abi-Tàlib i per això va afegir al seu nom el títol de Seyid o Sayyid, costum que van continuar els següents kans. El seu germà Nadir (esmentat també com a Nasr) fou nomenat governador de Balkh.
Al parer del seu panegirista, el nou kan va demostrar ser un gran governant: just, desinteressat, actiu i pietós; la seva vida pública i privada fou exemplar; protegia als literats i als poetes i repartia entre la seva gent els regals que rebia dels grans, sent personal una persona molt austera; tenia pocs cavalls als seus estables i la població que l'estimava li facilitava tot el que li calia si ho necessitava. Va estar en pau amb Pèrsia que era massa poderosa per ser inquietada, però va tenir conflictes amb els veïns del nord, els kazakhs. El 1612 va avançar cap a Turkestan, contra kazakhs i calmucs i va arribar fins Asghara i Karatagh on va derrotar aquestes hordes i els va forçar a retirar-se a les muntanyes més estèrils. Al seu únic fill Iskander el va deixar encarregat del govern de Taixkent, però per causes desconegudes la població es va revoltar i el va matar.
Llavors va marxar amb les seves forces cap a Taixkent i va cridar al seu germà Nadir de Balkh per unir-se a l'expedició; va arribar davant Taixkent, va jurar que la sang dels habitants posada en un tanc, arribaria fins als estrebis del seu cavall; llavors va ordenar un assalt general; la ciutat fou ocupada i sotmesa al pillatge; després d'unes hores de carnisseria els seus oficials li van demanar gràcia per la vida dels que quedaven; va dubtar entre el jurament i la pietat però el dubte fou esvaït per una fatwa dels imams que declarava que n'hi havia prou que l'aigua estigués enrogida per la sang; llavors va ordenar cessar la matança.
Els kazakhs van obtenir el control de Taixkent en els següents anys, i el 1613 apareix un príncep kazakh de nom Tursun Khan com a sobirà de Taixkent. L'historiador Iskander Munshi esmenta que el 1621 Imam Kuli de Bukharà, derrotat dues vegades pels kazakhs, va haver d'ajustar la pau i que les negociacions foren portades principalment per part dels kazakhs, per Tursun Muhammad que seria la mateixa persona que s'esmenta entre 1613 i 1627 com a kan de Taixkent. Sembla que Imam Kuli va haver de renunciar a Taixkent a favors dels kazakhs.
El 1620 el tsar Miquel Fedorovitx de Rússia va enviar a Bukharà a Ivan Khokhlof. Tenia orde de no pagar res que se li demanés per aconseguir ser admès i si era convidat a la taula del kan només acceptaria si no hi havia cap altre enviat estranger o almenys aquest s'havia d'asseure en posició inferior. Va visitar al kan a Samarcanda i a l'entrada va refusar entregar la carta que portava pel kan; després la va llegir i el kan no va donar cap mostre d'alteració al sentir el nom del tsar; Khokhlof va explicar que era habitual mostrar una deferència davant el nom del tsar i el kan es va excusar i va declarar que ja no recordava com eren els costums russos, ja que feia molt de temps que els dos pobles no es comunicaven.
En aquest temps el tron de Delhi estava ocupat per l'emperador Jahangir al que Imam Kuli va enviar ambaixadors. Jahangir va rebre a l'ambaixador impacient per fer l'amor amb la seva dona Nur Jahan (Llum del Món) i va preguntar per les esposes del kan, cosa que era considerada contrària a les bones maneres d'un musulmà; l'ambaixador va replicar que el seu senyor no estava interessat en les coses del món i Jahangir va preguntar: "¿Quan ha vist el príncep el món que l'ha disgustat tant?". Aquesta conversa, quan li fou comunicada, no va complaure al kan i quan va arribar l'ambaixador mogol (un metge de la cort) amb una tenda brodada en or i adornada amb pedres precioses, com a regal, el kan, contrari al luxe, va tenir l'enviat esperant força temps explicant als cortesans que si el rebia i acceptava el regal quedava obligat i si el rebia i no l'acceptava quedaria com incivilitzat. Finalment sota pressió dels seus visirs, va acceptar rebre'l de manera informal en una cacera, de manera que el regal li seria entregat a la tornada. En tornar el kan va regalar el present, sense obrir-lo; l'enviat indi encara tenia un altre regal i l'endemà en ser rebut en audiència va dir "L'emperador Akbar tenia dues espases; una va ser enterrada amb ell i l'altra te l'envia el seu fill a tu com a prova d'amistat". El kan no va poder refusar aquest regal però va tenir dificultats en empunyar l'espasa i va fer una referència a un fracassat projecte mogol de conquerir Badakhxan, considerant que les espases mogols eren difícils d'empunyar; l'enviat, però, va dir que només aquella, perquè era l'espasa de la pau que a diferència de les armes de guerra era difícil de manejar. L'ambaixador encara va tenir un altre detall afortunat en una competició entre els poetes Nakhli (Palmera) i Turbai (Terra); preguntat per quin dels dos es decantava va dir "De la Terra surt la Palmera" i així Turabi va rebre la major distinció. L'ambaixador va tornar a Delhi el 1626 i el 1627 Jahangir va morir i el va succeir Shah Jahan que aviat va decidir envair Badakhxan i Balkh i va avançar fins a Kabul. Nadir va informar al seu germà que va reunir un exèrcit i va marxar a Balkh sent rebut per Nadir i pels seus deu fills i per tots els notables de la zona. Imam Kuli anava a cavall i la resta el seguia a peu, i el camí estava cobert d'estores brodades. En arribar a la residència van preparar la defensa i va enviar al dadkhah Haji Mansur, com el seu enviat a Kabul. Shah Jahan que ja començava a veure que s'havia embarcat en una aventura perillosa, va rebre l'ambaixador i li va comunicar que no tenia intenció de fer la guerra i només volia inspeccionar les províncies.
Amb Pèrsia les bones relacions foren assegurades per Nadir que tenia simpaties xiïtes. Hi va haver una única campanya en temps de Safi (1629-1642) quan a causa de nombroses execucions va esclatar una revolta a Merv, i els uzbeks es van sentir temptats d'atacar. Imam Kuli va enviar 15.000 homes des de Bukharà i Nadir 20.000 des de Balkh, sota direcció del seu fill Abd al-Aziz; però Merv es va defensar un temps i finalment els atacants es van haver de retirar quan s'acostava un exèrcit persa.
La major part del seu regnat fou, no obstant els fets puntuals esmentats abans, pacífic. Vambery explica que Imam Kuli canviava sovint la roba reial per la d'un dervix i que passejava per la ciutat de Bukharà acompanyat del seu visir Nezar Divan Begi i el seu favorit Abdulvasi, per assabentar-se del que s'estava fent; entre els homes de lletres dels seu temps als que va protegir figuren els poetes Mullah Turabi i Mullah Nakhli. Va escriure també diversos poemes que es conserven. Els darrers anys va viure absolutament en pau.
Un atac d'oftàlmia el va deixar cec. Va cridar al seu germà i van anar junts a la mesquita a resar i quan el khatib anava a llegir el nom i títols del sobirà regnant, va ordenar llegir el nom del seu germà Nadir en lloc del seu. Això fou rebut amb consternació a Bukharà però Imam Kuli va insistir i Nadir fou proclamat kan (novembre de 1641). Imam Kuli va decidir llavors anar a la Meca.
Pel camí fou rebut amb honors per Abbas II de Pèrsia i 15,000 homes l'escortaven des de Karshi fins a Esfahan on va anar el xa per a trobar-lo (1642). Va morir quan tenia 62 anys a Medina on havia fundat un jardí i un bany públic.